# Novair
Novair – szwedzkie czarterowe linie lotnicze, które wykonują operacje ze Sztokholmu do basenu Morza Śródziemnego, na Wyspy Kanaryjskie oraz loty dalekodystansowe do Tajlandii. Przewoźnik operuje również z Kopenhagi, Oslo i Göteborga

## Historia
Linie lotnicze Novair rozpoczęły swoją działalność w listopadzie 1997. Linie wykonywały wówczas połączenia na Wyspy Kanaryjskie oraz do miasta Phuket w Tajlandii na zlecenie szwedzkiej agencji podróży Apollo. 